# Tennistoernooi van Sydney 2003
|                                        |  |                                       |
| Kim Clijsters, winnares bij de vrouwen |  | Lee Hyung-taik, winnaar bij de mannen |

Het tennistoernooi van Sydney van 2003 werd van zondag 5 tot en met zondag 12 januari 2003 gespeeld op de hardcourt-buitenbanen van het Olympic Park Tennis Centre in de Australische stad Sydney. De officiële naam van het toernooi was Adidas International. Het was de 111e editie van het toernooi.
Het toernooi bestond uit twee delen:
- WTA-toernooi van Sydney 2003, het toernooi voor de vrouwen (5–11 januari)
- ATP-toernooi van Sydney 2003, het toernooi voor de mannen (6–12 januari)

ATP-toernooi van Sydney – WTA-toernooi van Sydney

Toernooien sinds 1990:
1990 · 1991 · 1992 · 1993 · 1994 · 1995 · 1996 · 1997 · 1998 · 1999 · 2000 · 2001 · 2002 · 2003 · 2004 · 2005 · 2006 · 2007 · 2008 · 2009 · 2010 · 2011 · 2012 · 2013 · 2014 · 2015 · 2016 · 2017 · 2018 · 2019 · 2020 · 2021 · 2022